# Jacobus Andreas Beekman
Jacobus Andreas Beekman (Delft, 17 augustus 1912 - Dordrecht, 8 juni 1945) was een Nederlandse verzetsstrijder tijdens de Tweede Wereldoorlog.
Beekman was ingenieur bij de Meterfabriek in Dordrecht en betrokken bij het verzet aldaar. Hij woonde in de Van Baerlestraat 72 in Dordrecht en zijn huis diende als verzamelpunt voor het verzet. In 1944 werd hij ondercommandant van de verzetsgroep "Paul" die ontstaan was uit de fusie van een aantal kleinere clubjes waaronder de zijne. De groep werd al spoedig een actief strijdend onderdeel van de Binnenlandse Strijdkrachten (BS). Beekman werd later de commandant van de Eerste Compagnie van de BS te Dordrecht. Zijn verzetsnamen waren "André" en "Michiel".
Vroeg in de ochtend van 8 januari 1945 voerde hij de leiding over een overval op de gevangenis in de Doelstraat te Dordrecht en slaagde erin om de koerierster Lenie Dicke te bevrijden. Als represaillemaatregel staken de Duitsers het huis van Lenies vader aan de Prinsenstraat in brand. In februari 1945 pleegde Beekman een aanslag op de Gestapo-commandant Carol Neumann. Het gebouw van de Sicherheitsdienst werd zwaar beschadigd door de explosie, maar Neumann bleef ongedeerd.
Vlak na de oorlog kwam hij op 32-jarige leeftijd om bij het onschadelijk maken van een Panzerfaust. Een Dordtenaar had het projectiel bij hem ingeleverd. Bij het demonteren ging iets mis waardoor Beekman en twee van zijn collega's om het leven kwamen. Beekman werd begraven op het Ereveld van de Algemene Begraafplaats te Dordrecht, in vak N grafnummer 9. Hij werd bij Koninklijk Besluit op 16 december 1952 postuum onderscheiden met het Verzetskruis 1940-1945. Eerder werd hem, door Generaal Dwight D. Eisenhower, een 'Certificate of Commandation' toegekend.
H.J. van Aalderen
· P. van As
· M. Assies
· J.J. Barendsen
· J.A. Beekman
· H.D.J. Beernink
· L.R. Beijnen
· C.J. van den Berg-van der Vlis
· L.A. Bleys
· G. de Boer
· A.A. Bontekoe
· E.J. Bosch ridder van Rosenthal
· D.A. van den Bosch
· I.J. van den Bosch
· J.H. Bosch
· J.C.J. baron Brantsen
· A.L. Charroin
· F.G.M. Conijn
· M. Crans
· R.J. Dam
· F. Datema
· K.H. Derkzen van Angeren
· H. Dienske
· J.L.G. Doornik
· V. Dreyfus
· N. Dupont
· F. Duwaer
· S. Esmeijer
· G.H. Gelder
· J. Gelderman
· W.J. Gertenbach
· E.A. Giran
· O. Giran
· C.H. de Groot
· P.G.S. Guermonprez
· A. Hahn
· W. van Hall
· J.C.H.F. van Hanxleden Houwert
· Th.W.L. baron van Heemstra
· J.J. Hendrikx
· J.L. Hesselberg
· W.J. Heukels
· I. van der Horst
· J. ter Horst
· H.P. Hos
· J.F.H.M. baron van Hövell van Wezeveld en Westerflier
· B. IJzerdraat
· L. Jansen
· A. Kalter
· G.W. Kastein
· A. Keuter
· T.J. Kroeze
· D.M.R.H. Kroon
· H.Th. Kuipers-Rietberg
· A. Meerwaldt
· J.A.A. Mekel
· J.D. van Melle
· D.C.B. Mesritz
· M.-L.C. Meunier
· J.J. Mohr
· J.L. Moonen
· A.C. Nagtegaal
· F. Nieuwenhuijsen
· B. Oosthoek
· J. Oranje
· T. Pannekoek
· J. Post
· A.J. Rozeman
· V.H. Rutgers
· F.R. Ruys
· W. Santema
· J.J. Schaft
· Jhr. J. Schimmelpenninck
· R.L.A. Schoemaker
· G. Schoonman
· W.P. Speelman
· M. van der Stoep
· B.M. Telders
· A.O.H. Tellegen
· O.R. Thomsen
· G. Tieman
· T.W. de Tourton Bruijns
· L.M. Valstar
· G.J. van der Veen
· D. Verloop
· M.A.E. Verspyck
· P.M.R. Versteegh
· C. Vlot
· G. Weidner
· J.H. Westerveld
· H.B. Wiardi Beckman
· J.W. Wildschut
· J.R.E. Wüthrich
· L. Zwanenburg
· Onbekende Joodse soldaat